# Port Edward
Port Edward es un municipio distrital canadiense situado en la provincia de Columbia Británica.

## Superficie
Port Edward tiene una superficie de 167,16 km².

## Demografía
En 2021, tenía 470 habitantes, una densidad poblacional de 2,8 hab./km², y 207 viviendas.